# 크리스토발로하스시

크리스토발로하스 시의 위치

크리스토발로하스시(스페인어: Cristóbal Rojas)는 베네수엘라 미란다 주의 지방 자치체로 행정 중심지는 차라야베이며 면적은 120km2, 인구는 96,369명(2007년 기준)이다.